# Sterkwater

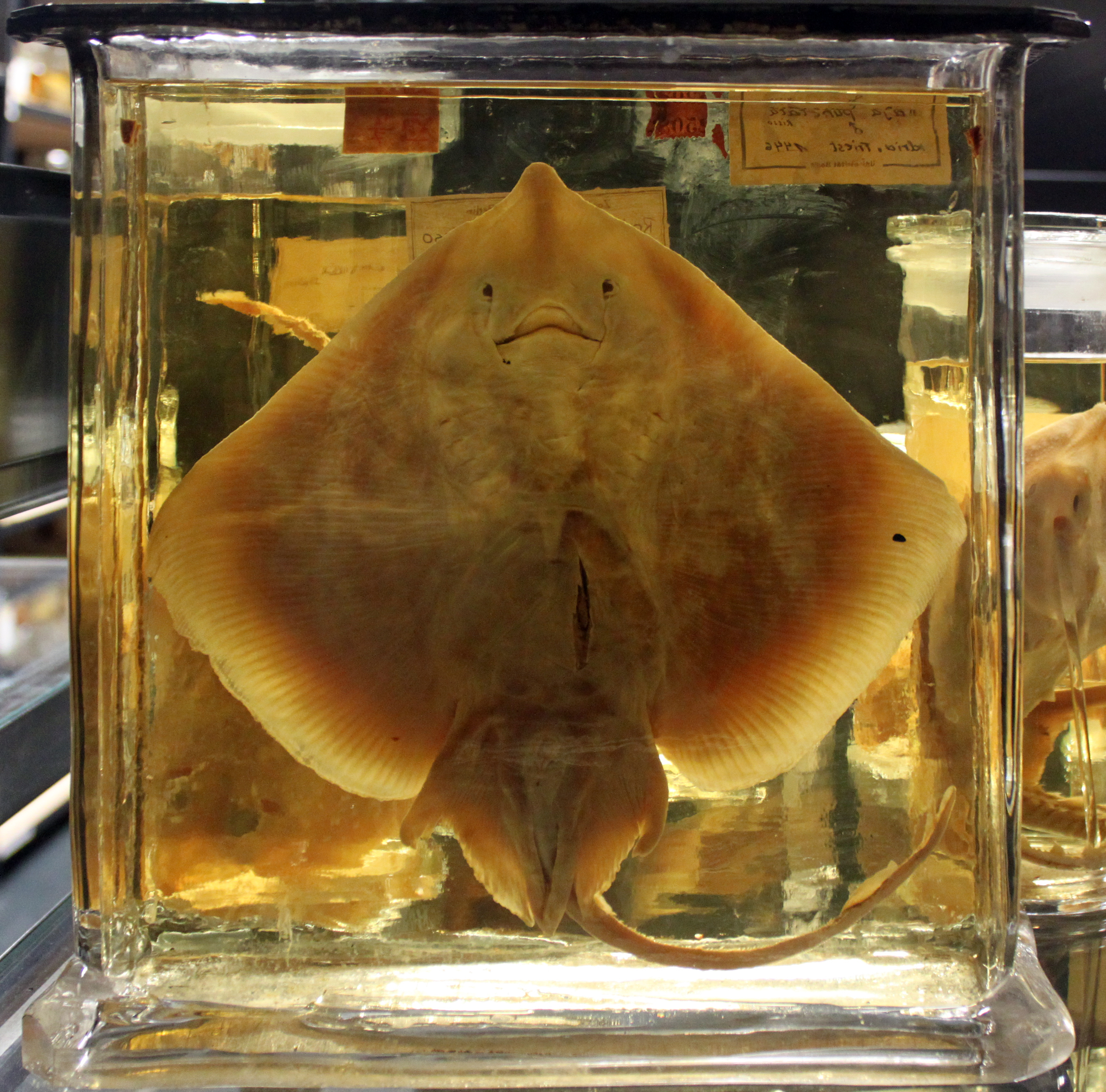
Roggensoort op sterkwater in het Museum für Naturkunde in Berlijn

Sterkwater is een verouderde term die werd gebruikt bij het conserveren van organismen door deze ondergedompeld in een vloeistof (het sterke water) te bewaren. Meestal werd hier een van twee verschillende vloeistoffen mee bedoeld:
- Een waterige oplossing van ethylalcohol (ethanol) van ca. 70%
- Een oplossing van het gas formaldehyde in water, formaline genaamd

Beide methoden hebben voor- en nadelen. Ethanol is brandbaar en vluchtig en zal, als de pot niet hermetisch gesloten is, langzaam verdampen. 
Formaline (bijvoorbeeld 5%) is kleurloos maar giftig, kankerverwekkend en bij inademing sterk prikkelend. In formaline bewaarde preparaten worden door het looiend effect van formaline zeer hard. Formaline gaat met zuurstof reacties aan die op den duur leiden tot vorming van mierenzuur; daarom is het verstandig bij preparaten op formaline een klein stukje marmer aan het preparaat toe te voegen om  gevormde zuren te neutraliseren. Ook kunnen gebufferde oplossingen worden gebruikt waarbij wordt gemikt op een pH van ca. 7,3.
Ook de kleuren gaan bij veel preparaten op sterkwater onherroepelijk en meestal vrij snel achteruit.
Niettemin zijn vrijwel alle zoölogische en anatomische collecties van niet-microscopische diersoorten opgebouwd uit exemplaren op sterkwater. Voornamelijk diersoorten met weke delen, zoals vissen, weekdieren, spinnen en sommige zoogdieren, worden op sterkwater bewaard. Het belangrijkste alternatief, drogen, leidt tot sterke vervorming; opzetten bewaart alleen de uiterlijke verschijningsvorm en is erg bewerkelijk en afhankelijk van de deskundigheid van de preparateur. Een relatief nieuwe, maar bewerkelijke techniek is plastinatie.